# 舜皇园蛛
舜皇园蛛（学名：Araneus shunhuangensis）为园蛛科园蛛属的动物。在中国大陆，分布于湖南等地。该物种的模式产地在湖南新宁县舜皇山。